# مایکل بینگهام (بازیکن فوتبال)
مایکل بینگهام (انگلیسی: Michael Bingham؛ زادهٔ ۲۱ مهٔ ۱۹۸۱ ‏(۴۳ سال)) بازیکن فوتبال اهل بریتانیا است.
از باشگاه‌هایی که در آن بازی کرده‌است می‌توان به باشگاه فوتبال منزفیلد تاون اشاره کرد.